# SpamAssassin
SpamAssassin ist ein weitverbreitetes und ausgezeichnetes Filterprogramm, mit dem unerwünschte E-Mails (Spam) automatisch aussortiert werden können. SpamAssassin ist als freie Software unter den Bedingungen der Version 2 der Apache-Lizenz freigegeben.

## Details
SpamAssassin kann an jeder Stelle der Mailverarbeitungskette eingesetzt werden, d. h., es kann auf Benutzerebene, zum Beispiel als Plug-in im E-Mail-Programm oder als direkter Aufruf in der procmailrc des Benutzers eingesetzt werden, genauso wie auf Mailserver-Ebene, wo es bei vielen E-Mail-Providern seinen Dienst tut, indem es in den Betrieb der Mail Transfer Agents eingebunden ist.
Das in Perl geschriebene Programm gibt jeder E-Mail nach bestimmten Regeln Punkte, die anzeigen, wie hoch SpamAssassin die Spamwahrscheinlichkeit einschätzt. Diese Punktvergabe wird durch unregelmäßig durchgeführte Testläufe überprüft, die von einem halben Dutzend Freiwilliger vorgenommen werden. Bei Überschreiten eines einstellbaren Schwellenwertes wird die E-Mail als Spam markiert und kann dann zum Beispiel auf Mailserver-Ebene direkt gelöscht, annahmeverweigert, in spezielle Spamordner oder Spamdateien abgelegt, oder einfach nur mit einem Warnbetreff versehen werden; auch auf Benutzerebene kann als Spam markierte E-Mail mit Hilfe von Filtereinstellungen im Mailprogramm automatisch in einen Spamordner oder in eine Spamdatei („caughtspam“) abgelegt werden und der Lernfunktion des Bayes Spamfilters zugeführt werden.
SpamAssassin verwendet unterschiedliche Mechanismen, um zwischen erwünschter und unerwünschter Mail (ham und spam) zu unterscheiden:
- Statische Regeln, die auf regulären Ausdrücken basieren und in den Mails nach Sequenzen suchen, wie sie typischerweise in Spam vorkommen.
- Abfrage von Schwarzen Listen von spamversendenden Servern, den Realtime Blackhole Lists (RBLs).
- Abfrage von Prüfsummen-basierten Filtern wie Vipul’s Razor, Pyzor und DCC.
- Integrierter Spamfilter, das aufgrund der Einteilung der bisher empfangenen Mails statistisch die Wahrscheinlichkeit berechnet, ob es sich bei neuer Mail um erwünschte oder unerwünschte Mail handelt.

Mittels des Testtextes GTUBE lässt sich eine Installation von SpamAssassin auf ihre Funktionsweise überprüfen.

## Lizenz
Seit August 2004 ist SpamAssassin ein Projekt der Apache Software Foundation und ist unter der Apache-Lizenz lizenziert. SpamAssassin ist somit freie Software.

## Logo
Das aktuelle Logo wurde 2014 von James Thompson von cPanel Inc entworfen. Christian Rauh hat davor den ersten SpamAssassin Logo Contest gewonnen und das Logo entworfen.